# Силовс, Юрис (велогонщик)
Юрис Силовс (латыш. Juris Silovs, род. 27 января 1973, Добеле, Добельский район) — латвийский шоссейный велогонщик.

## Карьера
В 1996 году был включён в состав сборной Латвии для участия в летних Олимпийских играх в Атланте. На Играх выступил в групповой гонке заняв 31-е место.
Участник нескольких чемпионатов мира. Двухкратный чемпион Латвии в групповой гонке.
Завершил карьеру после серьезной травмы головы.

## Достижения
1996
5-й этап Телефлекс Тур
1997
 Чемпион Латвии — групповая гонка
7-й этап  Телефлекс Тур
4-й этап  Регио–Тур
1-й этап  Hofbrau Cup
5-й на Чемпионат Латвии — индивидуальная гонка
1998
 Чемпион Латвии — групповая гонка
2-й на Чемпионат Латвии — индивидуальная гонка
4-й на Схелдепрейс
5-й на Шоле — Земли Луары
1999
2-й на Чемпионат Латвии — групповая гонка
2-й на Шоле — Земли Луары
6-й на Гент — Вевельгем
6-й на Чемпионат Латвии — индивидуальная гонка
6-й на Схелдепрейс
7-й на  Венендал — Венендал
8-й на  Тур Уаза
10-й на  E3 Харелбеке
2001
2-й на Чемпионат Латвии — групповая гонка